# Losbrief

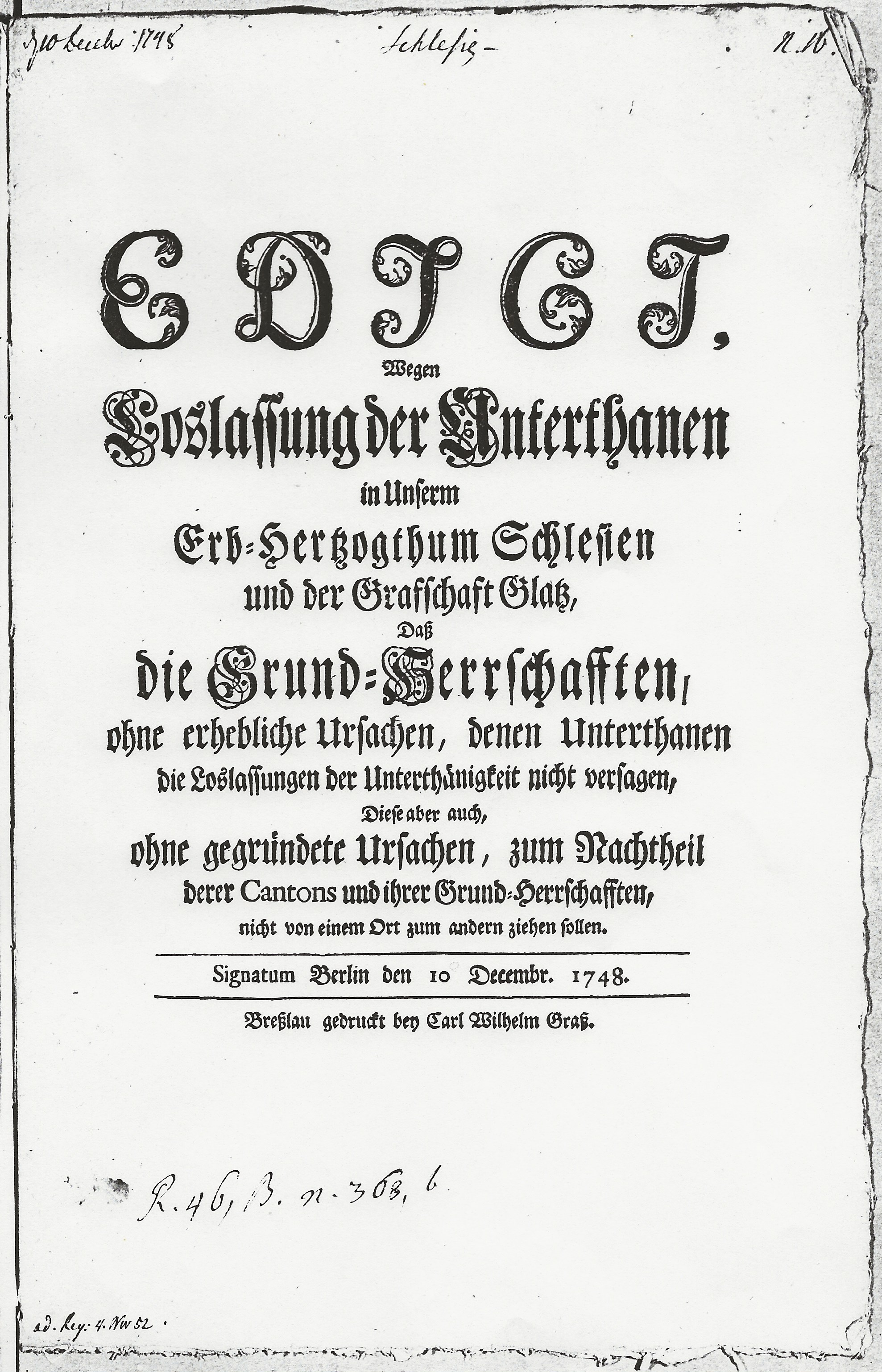
Edict – Loslassung der Untertanen, Preußen 1748

Ein Losbrief beurkundet eine persönliche Entlassung aus einem Herrschaftsverhältnis, insbesondere aus der Leibeigenschaft.

## Geschichte
Im Feudalismus besaßen Herrschaften Untertanen, diese waren unfrei und den Herrschaften zu Diensten verpflichtet. Die Untertanen galten als persönliches Eigentum, sie waren Leibeigene. Nach der Abschaffung der Leibeigenschaft im frühen 19. Jahrhundert verlor der Losbrief seine Bedeutung. Friedrich der Große erließ in seinem Königreich Preußen am 10. Dezember 1748 ein Edict wegen Loslassung der Unterthanen in Unserem Erb=Großherzogthum Schlesien und der Grafschaft Glatz, Dass die Grund=Herrschaftten, ohne erhebliche Ursachen, denen Unterthanen die Loßlassungen der Unterthänigkeit nicht versagen, Diese aber auch, ohne gegründete Ursachen, zum Nachteil derer Cantons und ihrer Grundherrschaften, nicht von einem Ort zum anderen ziehen sollen.

## Inhalt des Losbriefes
Ein Losbrief war nur von der Herrschaft / Obrigkeit auszustellen, er sollte den Namen der Herrschaft, den Namen des Untertanen und den Grund bzw. die Ursache der Loslassung beinhalten.

## Ursachen und Gründe der Ausstellung
- Wanderschaft eines Handwerksgesellen der Meister werden wollte.
- Freikauf der Leibeigenen. (Geldmangel der Herrschaft führte dazu, dass sich Untertanen von ihnen loskaufen konnten)
- Heirat und damit zusammenhängender Wegzug in eine andere Pfarrei als der eigenen war nur mit dem Losbrief des Herrn möglich.

## Kosten der Ausstellung
In der Lausitz des 18. Jahrhunderts wurde beispielsweise eine Taxe zwischen einem und zehn Taler, je nach Vermögen der Leibeigenen, genommen. Der Wert zum Vergleich, eine Milchkuh kostete einen Taler.

## Zweck des Losbriefes
Keine Herrschaft durfte einen Fremden in ihrer Gemeinde aufnehmen. Wer keinen Losbrief vorzeigen konnte, hatte seine Herrschaft ohne Erlaubnis verlassen. Entlaufene leibeigene Untertanen wurden dann in ihre Herrschaft zurückgeführt. Nach dem Bauernlegen konnten die unfreien Untertanen sich nicht außerhalb der Herrschaftsgebietes bewegen.

## Beispiele der Losbriefe
| Text des Losbriefes | Losbrief | Bemerkung |
| --- | -------- | --- |
| Prot.ch 31. Januar 1777, Daß Vorzeiger dieser Gottfried Goerner bereits 22 Jahre am hiesigen Ort sich aufgehalten, auf die letzten fünf Jahre eine Häusler Stelle dahier beseßen, sich auch die ganze Zeit seines Hierseins redlich und treu sowohl gegen seine Vorgesetzten als gegen seines gleichen verhalten. Solches haben wir Scholz und Gerichten allhier, ihm, unter Anerwünschung vielen göttlichen Seegens zu seiner gegenwärtigen Veränderung, hierdurch bescheinigen wollen. Siegel der Stadt Sprottau, Petersdorf, den 30ten Januar 1777 (fünf Unterschriften) |          | Der Losbrief wurde 1777 für einen Ansiedlungswunsch eines Exulanten aus Schwerta / Estherwalde im Queiskreis/Sachsen in dem niederschlesischen primkenauischen Petersdorf für die friderizianischen Kolonie Sprottischwaldau ausgefertigt. Der Losbriefinhaber war ein Nachkomme des Exulantenführers George Gernert. |
| Losbrief für Hans Span zu Fulmers vom 12. Februar 1752 | –        | – |
| Losbrief von Johann Gotthilf Rentzsch von 1799 | –        | – |

## Grundlage der preußischen Losbriefe, das Edikt von 1748
In diesem Edikt sind die Regelungen der Loslassung von Untertanen in Preußen und in der Grafschaft Glatz erläutert und festgelegt.

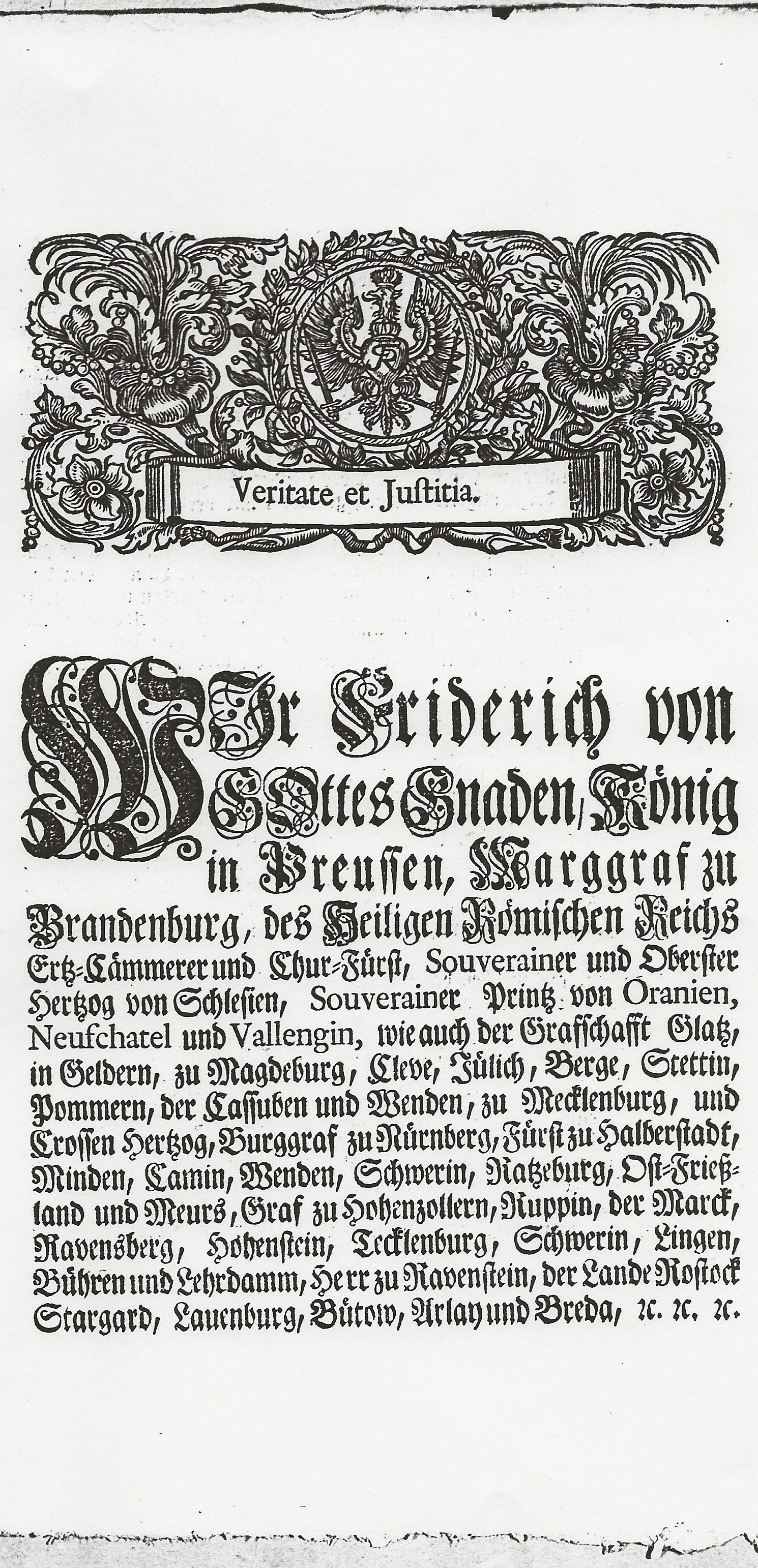
Edikt 10. Dezember 1748 Seite 1, Preußen Loslassung der Untertanen
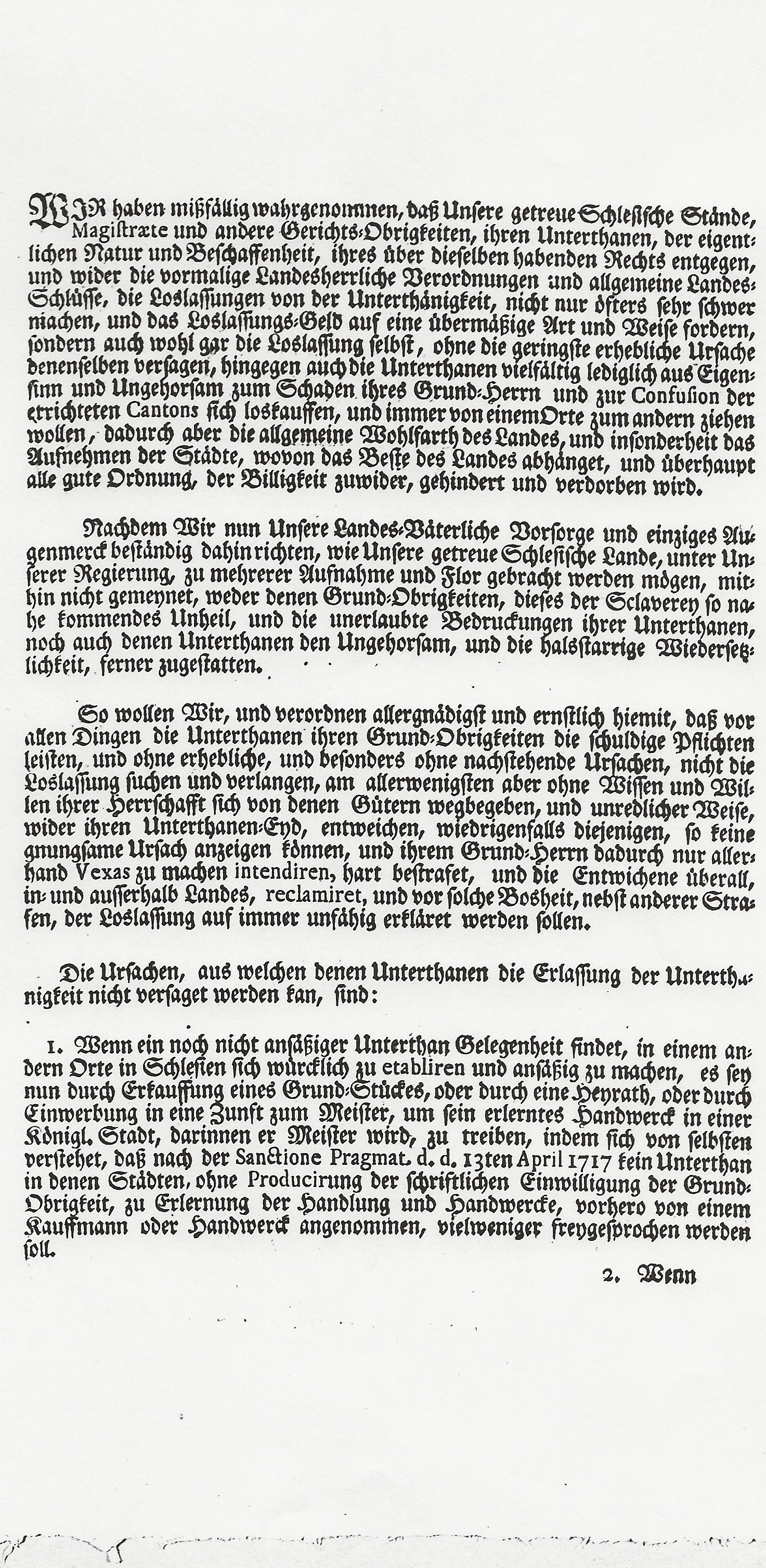
Edikt 10. Dezember 1748 Seite 2
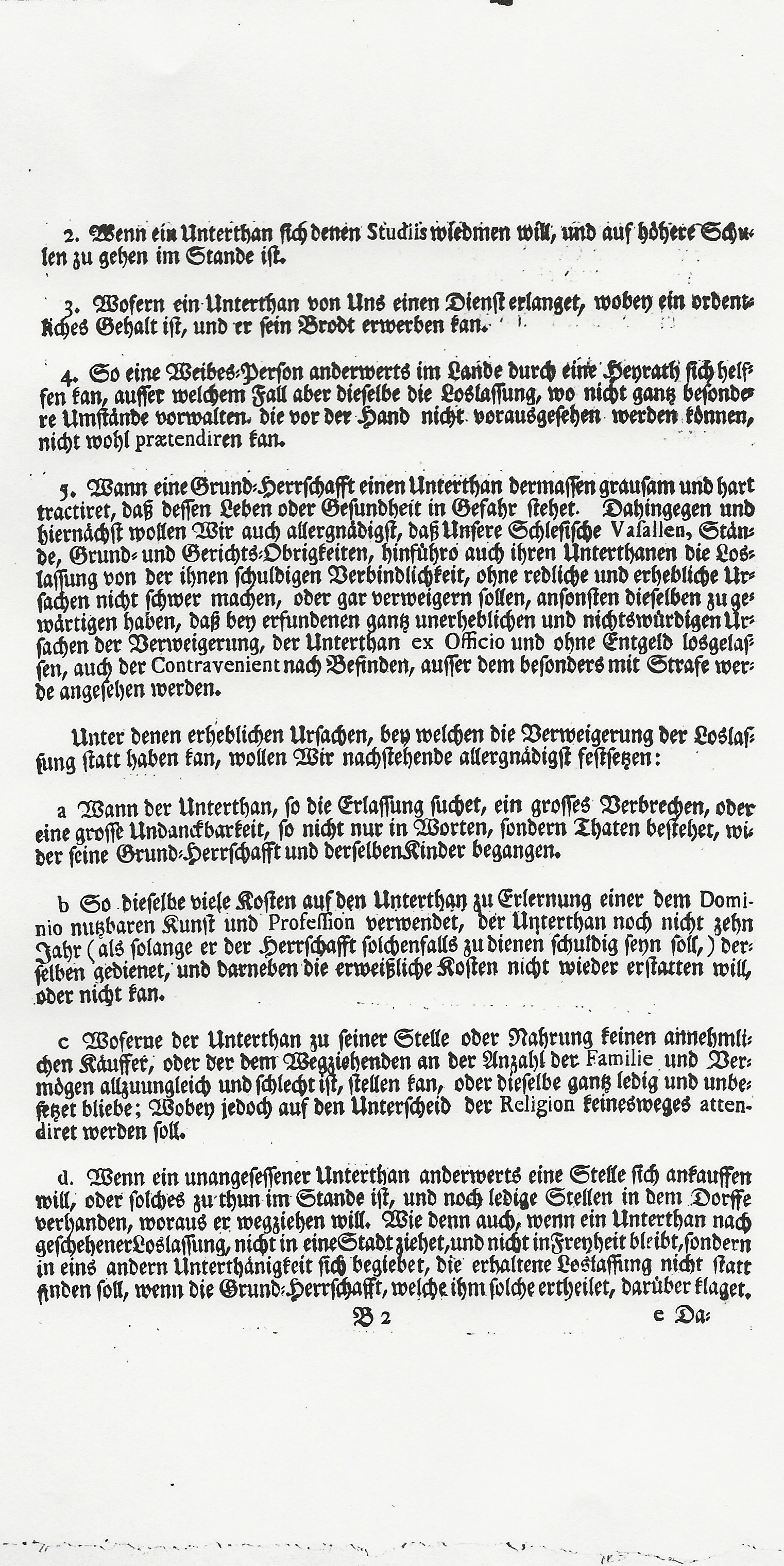
Edikt 10. Dezember 1748 Seite 3
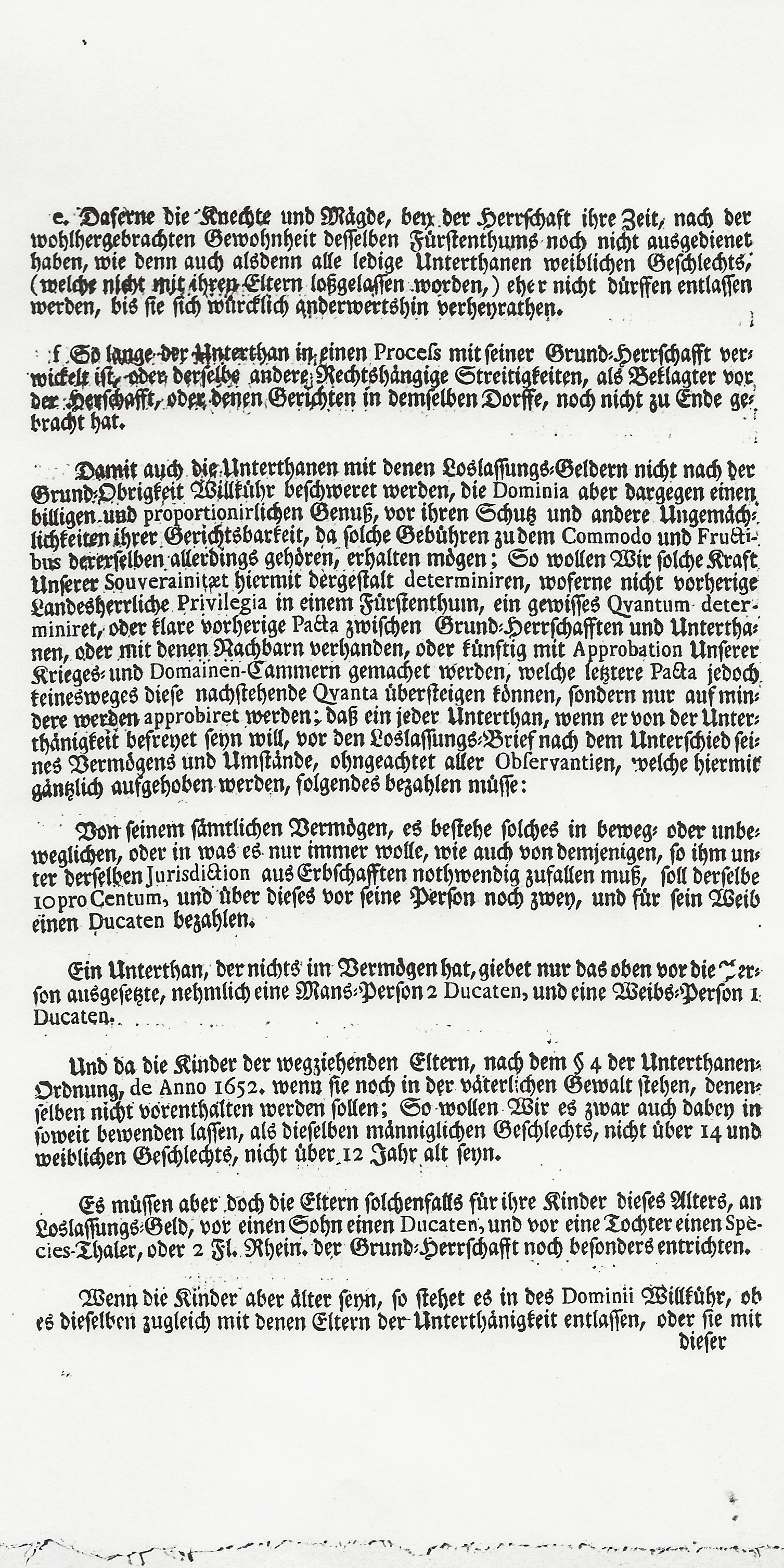
Edikt 10. Dezember 1748 Seite 4
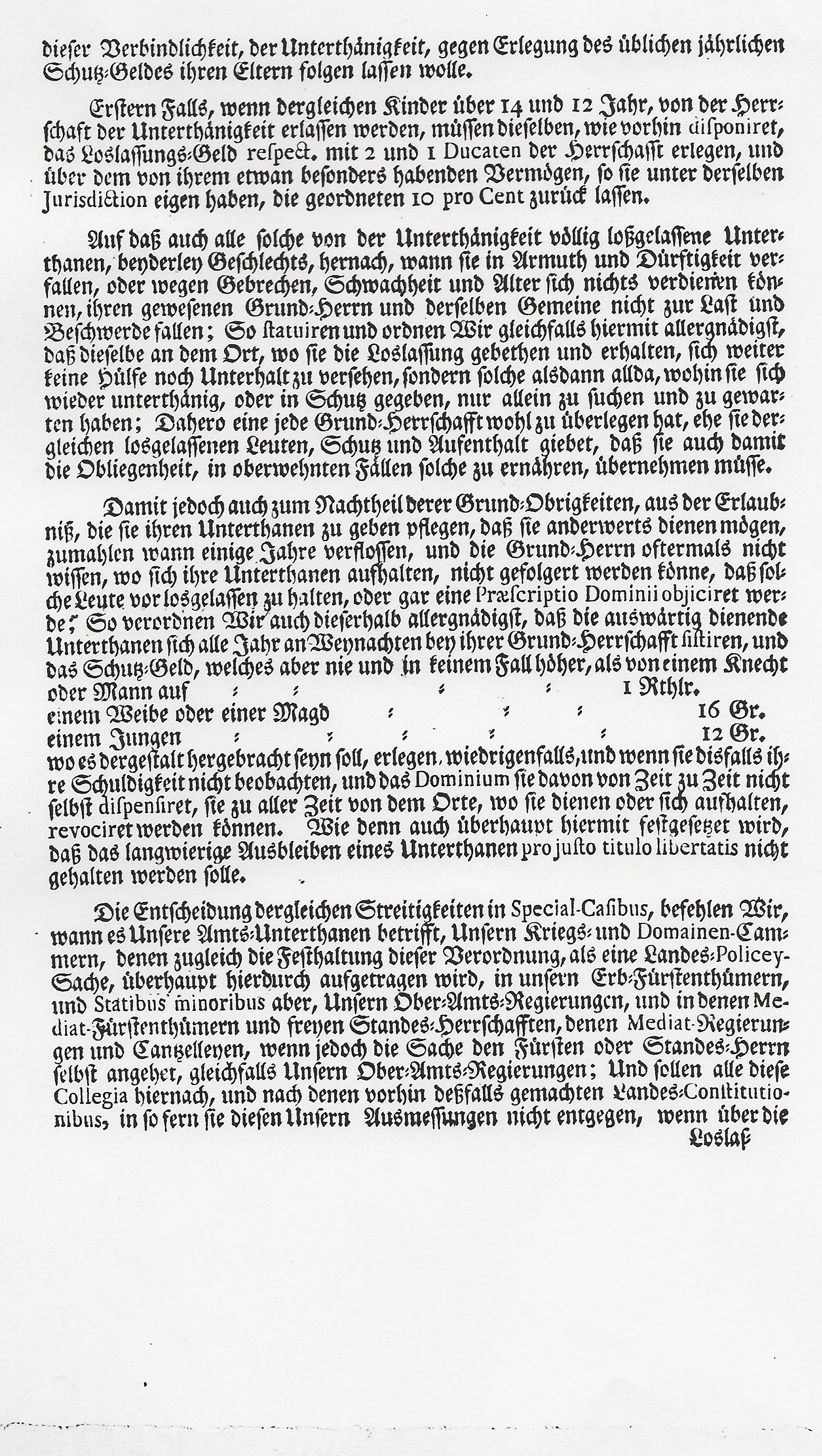
Edikt 10. Dezember 1748 Seite 5
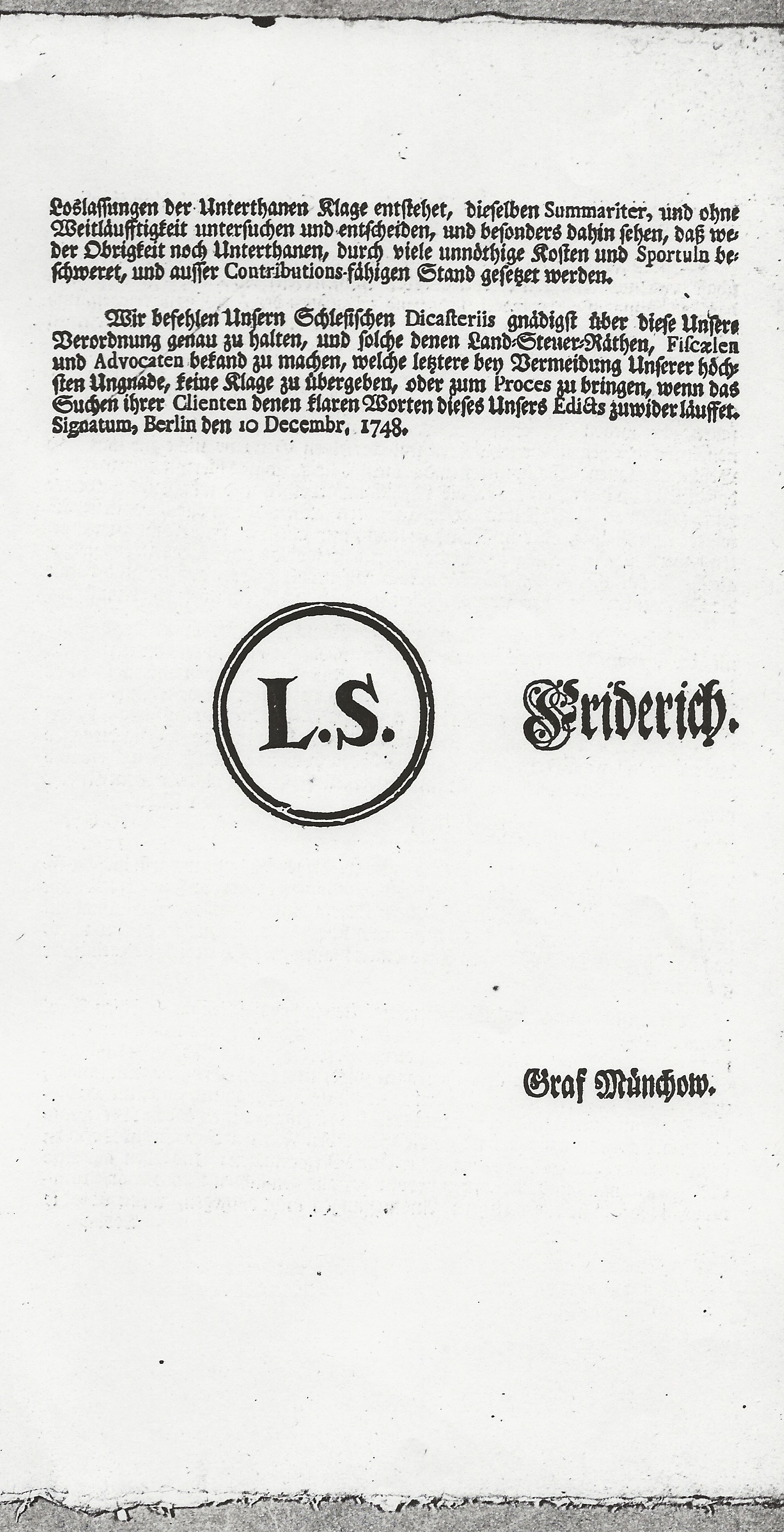
Edikt 10. Dezember 1748 Seite 6